# Battaglia della penisola di Kerč'
La battaglia della penisola di Kerč' si svolse tra il dicembre 1941 e il maggio 1942 nel corso dei più vasti eventi del fronte orientale della seconda guerra mondiale.
Impegnate nel difficile assedio di Sebastopoli in Crimea, le forze della 11ª Armata tedesca del generale Erich von Manstein furono sorprese, alla fine del dicembre 1941, da un contrattacco dell'Armata Rossa sovietica sferrato nella penisola di Kerč', dal lato opposto della Crimea rispetto a Sebastopoli: nel corso della più ampia operazione di assalto anfibio tentata dall'Armata Rossa nella seconda guerra mondiale, le forze sovietiche sbarcarono a Kerč' e Feodosia obbligando alla ritirata le forze tedesche e rumene, e impossessandosi dell'intera penisola. Il comandante sovietico, generale Dmitrij Kozlóv, fu però lento a sfruttare l'iniziale successo, e Manstein organizzò in fretta un contrattacco che portò alla riconquista di Feodosia; il fronte si stabilizzò poi lungo l'istmo di Parpach, il punto più stretto della penisola.
Tra la fine del febbraio e l'inizio di aprile 1942 i sovietici sferrarono quattro offensive per irrompere fuori dalla penisola e ricongiungersi alla guarnigione assediata di Sebastopoli, ma furono ogni volta respinti dalle forze dell'Asse. L'8 maggio fu invece l'11ª Armata tedesca a passare all'attacco, sorprendendo il nemico: nel corso di un'eccellente dimostrazione di operazione ad armi combinate, le forze tedesche irruppero attraverso le difese sovietiche grazie a un pesante supporto aereo e d'artiglieria, per poi circondare e distruggere buona parte delle forze di Kozlóv. Kerč' fu riconquistata il 15 maggio, e le ultime sacche di resistenza sovietiche capitolarono il 20 maggio seguente lasciando in mano ai tedeschi un pesante bottino di equipaggiamenti e prigionieri di guerra.

## Antefatti

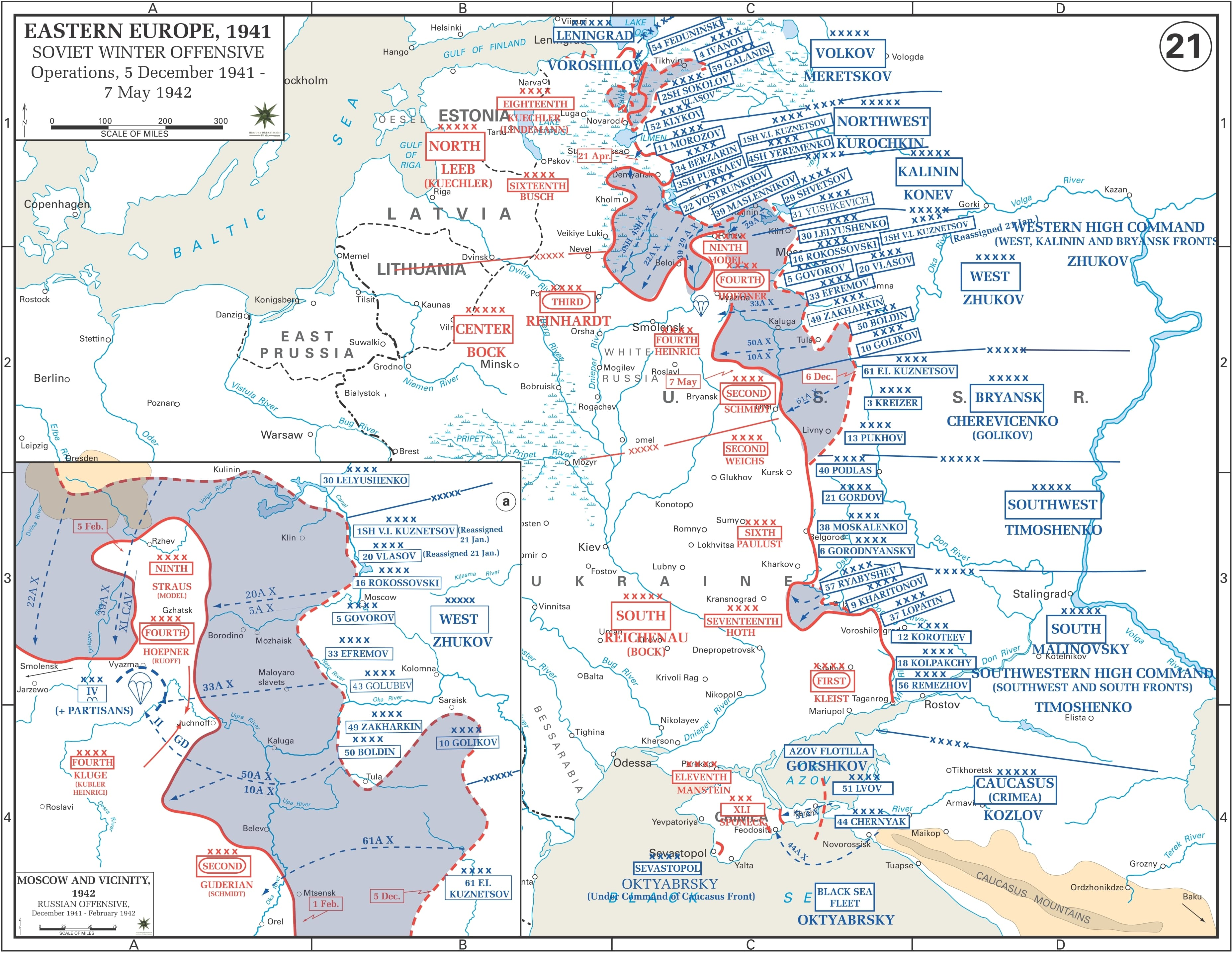
Carta del fronte orientale a cavallo tra il 1941 e il 1942, con indicate le offensive invernali scatenate dai sovietici nel periodo

L'8 dicembre 1941, l'alto comando delle forze sovietiche (lo Stavka) ordinò al tenente generale Dmitrij Kozlóv, comandante del Fronte Transcaucasico, di avviare la pianificazione di una grande operazione militare che, attraversando lo Stretto di Kerč', potesse portare a un ricongiungimento con l'Armata costiera indipendente del generale Ivan Efimovič Petrov, tagliata fuori e assediata dai tedeschi a Sebastopoli, portando così alla liberazione dall'occupazione nemica della penisola di Crimea. L'ambiziosa offensiva, che avrebbe comportato l'attuazione della prima grande operazione di sbarco anfibio nella storia delle forze armate sovietiche, fu approvata su insistenza del dittatore sovietico Iosif Stalin, convinto che la Wehrmacht tedesca, intensamente impegnata lungo l'intera estensione del fronte orientale, fosse a un passo dal collasso; il piano fu quindi rapidamente elaborato dal capo di stato maggiore del Fronte Transcaucasico, il generale Fëdor Ivanovič Tolbuchin.
L'offensiva elaborata da Tolbuchin si rivelò troppo complicata per le capacità dell'Armata Rossa e della Marina militare sovietica. Il piano si basava su una serie di molteplici piccoli sbarchi anfibi, in località separate e in tempi diversi, invece di un unico grande sbarco anfibio in un'unica località. Cinque gruppi da trasporto, al comando del contrammiraglio Sergej Georgievič Gorškov della Flottiglia del Mar d'Azov, avrebbero sbarcato 7 500 soldati della 224ª Divisione fucilieri e della 302ª Divisione da montagna, appartenenti alla 51ª Armata, in otto distinte località sulle spiagge a nord e sud della città di Kerč'; sfruttando la confusione generata nei tedeschi da queste azioni, la 44ª Armata sovietica avrebbe invece preso terra a Feodosia più a ovest, alle spalle delle forze nemiche attestate nella penisola di Kerč'. Il fuoco d'appoggio ai reparti sbarcati sarebbe stato fornito dalle navi della Flotta del Mar Nero dell'ammiraglio Filipp Sergeevič Oktjabr'skij, mentre l'Aviazione sovietica avrebbe fornito appoggio aereo a partire dalle sue basi nella penisola di Taman' sull'altro lato dello stretto. I sovietici avevano sufficienti uomini e navi da trasporto, ma la scarsità di veri e propri mezzi da sbarco comportava la necessità di servirsi di normali pescherecci per portare a terra i reparti, una condizione aggravata dalla scarsa esperienza in fatto di operazioni combinate esercito-marina e dalle avverse condizioni meteorologiche del periodo, caratterizzato da frequenti bufere invernali.
Un aereo da ricognizione tedesco Messerschmitt Bf 110 avvistò i preparativi sovietici per uno sbarco e li riportò al quartier generale del XXXXII Corpo d'armata, agli ordini del tenente generale Hans von Sponeck e responsabile della protezione della costa orientale della Crimea; von Sponeck emise quindi un immediato allerta generale per fronteggiare uno sbarco sovietico lungo la penisola di Kerč'. La maggior parte delle unità operative del XXXXII Corpo erano state trasferite a ovest per prendere parte all'assedio di Sebsatopoli, lasciando a protezione della penisola di Kerč' unicamente la 46ª Divisione fanteria del generale Kurt Himer (in carica solo dal 17 dicembre), due batterie di artiglieria costiera equipaggiate con vecchi cannoni della prima guerra mondiale, un reggimento di pionieri e un battaglione di artiglieria contraerea della Luftwaffe. La 46ª Divisione tedesca era per lo più in forze, ma era stata alquanto sovraestesa per poter coprire l'intera estensione costiera della penisola contro possibili sbarchi nemici; l'unica riserva a disposizione di von Sponeck era l'8ª Brigata di cavalleria del Regno di Romania, acquartierata nelle vicinanze di Alušta.

## La battaglia

### Gli sbarchi a Kerč' (26-28 dicembre)
Nel pomeriggio del 25 dicembre 1941, i primi reparti della 224ª Divisione fucilieri e della 83ª Brigata fanteria di marina sovietiche si imbarcarono a bordo di alcune piccole imbarcazioni per iniziare la traversata dello stretto di Kerč' a partire dalla penisola di Taman'.
La mattina del 26 dicembre le prime unità sovietiche iniziarono lo sbarco nei pressi di Capo Khroni a nord-est di Kerč'. Il "Gruppo 2" sovietico si trovava a bordo della cannoniera Don, delle navi da trasporto Krasny Flot e Pyenay, di un rimorchiatore, di due chiatte e di 16 pescherecci, i quali trasportavano oltre agli uomini anche tre carri armati leggeri T-26 e alcuni pezzi d'artiglieria. I pescherecci non si dimostrarono sostituti adeguati dei mezzi da sbarco, e la messa a terra di uomini e materiali procedette molto lentamente e con grandi difficoltà: per le 06:30 circa 700 soldati del 160º Reggimento fucilieri erano stati sbarcati a Capo Khroni, ma diversi uomini erano annegati a causa delle alte onde o erano stati resi incapaci dall'ipotermia causata dalle basse temperature; un altro battaglione di fucilieri fu sbarcato più tardi a Capo Khroni unitamente a un plotone di carri T-26 e alcuni pezzi di artiglieria leggera. A Capo Zyuk 290 soldati sovietici furono sbarcati nell'arco di sei ore, ma diversi pescherecci affondarono dopo essere stati sbattuti contro le rocce dalla forza delle onde; a Capo Tarhan appena 18 soldati del "Gruppo 3", forte di 1 000 uomini, poterono essere portati a terra a causa della carenza di pescherecci. A ovest di Capo Khroni, nella Baia di Bulganak, la Flottiglia del Mar d'Azov sbarcò 1 452 soldati, tre carri T-26, due obici da 76 mm e due cannoni anticarro da 45 mm, ma due ulteriori sbarchi progettati a Punta Kazantip e a Yenikale furono annullati a causa della violenza del mare; entro la sera del 26 dicembre l'Armata Rossa aveva portato a terra circa 3 000 uomini armati alla leggera in cinque separate teste di ponte lungo la punta della penisola di Kerč'.
La resistenza tedesca ai primi sbarchi fu minima, ma a partire dalle 10:50 bombardieri Heinkel He 111 e Ju 87 Stuka iniziarono gli attacchi contro le forze sovietiche. A Capo Tarhano la nave cargo Vorošilov fu centrata da un attacco aereo e affondò con ancora 450 soldati a bordo; un battello con a bordo 100 soldati del "Gruppo 2" fu invece colato a picco dagli aerei tedeschi al largo di Capo Zyuk. La carenza di collegamenti radio, l'equipaggiamento leggero e lo stato di assideramento di molti dei soldati fecero sì che le forze sovietiche sbarcate sulla costa settentrionale avanzassero di solo un chilometro verso l'interno della penisola prima di iniziare a trincerarsi in attesa di contrattacchi nemici; i comandanti sovietici decisero di attestarsi sulle posizioni raggiunte e di aspettare i rinforzi, l'arrivo dei quali tuttavia fu ostacolato dalle avverse condizioni meteo.

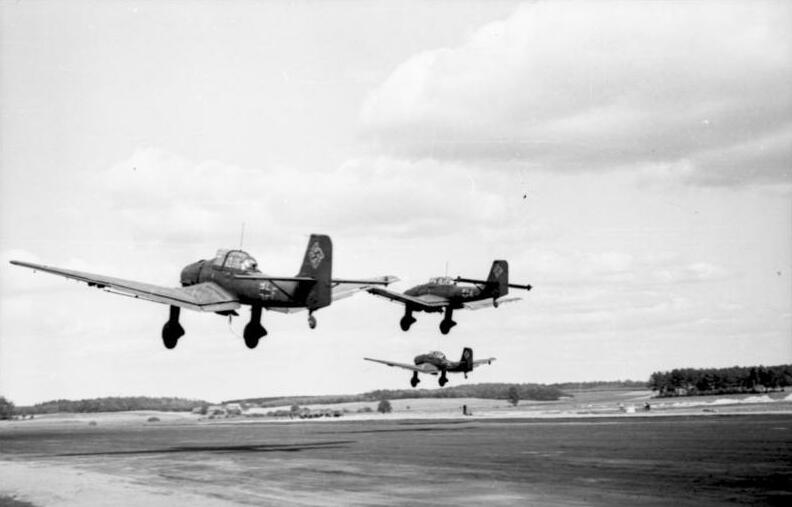
Una formazione di bombardieri in picchiata Ju 87 Stuka tedeschi in fase di decollo

La 302ª Divisione da montagna sbarcò a Kamysh Burun, a sud di Kerč', solo per incappare nella dura resistenza dei difensori tedeschi. Due battaglioni del 42º Reggimento fanteria del colonnello Ernst Maisel erano attestati in una perfetta postazione difensiva sul terreno elevato che dominava il litorale; lo sbarco iniziò alle 05:00 solo per essere bloccato dal pesante fuoco di mitragliatrici, mortai e artiglieria leggera dei tedeschi che impedì ai pescherecci sovietici di avvicinarsi alla spiaggia. Un battaglione tedesco del 42º Reggimento fanteria impedì un analogo sbarco nemico a Eltigen, mentre una compagnia sovietica scesa a terra a Stary Karantin fu annichilita da un contrattacco tedesco. La seconda ondata sovietica tentò di sbarcare alle 07:00 ma fu del pari respinta; alcuni soldati sovietici riuscirono tuttavia a impossessarsi dei moli di Kamysh Burun, consentendo alla terza ondata di sbarcare qui e di stabilire una testa di ponte nel pomeriggio. La Luftwaffe compì diversi attacchi affondando varie imbarcazioni, e solo 2 175 dei preventivati 5 200 uomini poterono essere sbarcati con successo.
Il generale Himmer della 46ª Divisione tedesca fu messo al corrente degli avvenuti sbarchi alle 06:10, ma rimase nell'incertezza su quale fosse il principale punto di attacco del nemico anche per via della natura disunita delle azioni sovietiche; il generale inviò il 72º Reggimento fanteria a contrastare i reparti nemici a Capo Khroni, ma difettava di ulteriori truppe con cui fronteggiare gli sbarchi nella Baia di Bulganak e a Capo Zyuk. Himmer organizzò quindi un'unità improvvisata con la sua compagnia quartier generale, il 3º Battaglione del 97º Reggimento fanteria e una batteria di artiglieria, che fu subito spedita in direzione di Capo Zyuk; per mezzanotte il 1º e il 3º Battaglione del 97º Reggimento fanteria e due batterie di artiglieria furono messi in posizione per lanciare un contrattacco la mattina dopo. Alle 13:50 del 26 dicembre il 72º Reggimento fanteria riferì che un ufficiale sovietico preso prigioniero a Capo Khroni aveva rivelato la reale portata del piano sovietico, il quale prevedeva lo sbarco di almeno 25 000 uomini nella zona di Kerč'; Himmer reagì a questa notizia richiamando dalla zona di Feodosia l'ultimo dei battaglioni del 97º Reggimento fanteria per spedirlo nella zona di Capo Zyuk, mentre il 42º Reggimento ricevette istruzione di contenere gli sbarchi a Kamysh Burun finché le forze sovietiche più a nord non fossero state annientate. Un'unità improvvisata con alcuni fanti, artiglieri e genieri fu dislocata per bloccare sortite sovietiche dalla Baia di Bulganak, mentre von Sponeck fece richiesta per disporre dell'8ª Brigata cavalleria romena con cui rinforzare le truppe di Himmer.
Il contrattacco tedesco verso la testa di ponte sovietica a Capo Zyuk fu sferrato solo alle 13:00 del 27 dicembre, a causa dei ritardi causati dalle strade fangose. La costa, piatta e priva di vegetazione, non forniva alcuna copertura e i sovietici avvistarono immediatamente i tedeschi avanzati, lanciando al contrattacco tre carri T-26 e alcune compagnie dell'83ª Brigata fanteria di marina; un pezzo controcarro 3,7 cm PaK 36 mise fuori uso i tre carri e l'attacco sovietico fu respinto grazie all'intervento dei bombardieri della Luftwaffe, ma i tedeschi rimandarono ulteriori attacchi al giorno successivo. All'alba del 28 dicembre i due battaglioni del 97º Reggimento fanteria attaccarono le postazioni sovietiche, mentre una compagnia di genieri da combattimento bloccava la via di fuga verso est e gli He-111 e gli Stuka martellavano le linee nemiche; per le 12:00 la resistenza sovietica era stata travolta e i tedeschi avevano raggiunto la spiaggia. Gli ultimi scontri terminarono nel pomeriggio: i sovietici lasciarono sul terreno circa 300 morti e 458 prigionieri, mentre il 97º Reggimento lamentò 40 tra morti e feriti nel corso dei due giorni di scontri.
A un destino analogo andarono incontro le unità sovietiche a Capo Khroni, attaccate dal 72º Reggimento il 28 dicembre: le postazioni sovietiche furono travolte e solo 12 uomini riuscirono a mettersi in salvo nuotando. Le forze di Himmer catturarono 1 700 prigionieri, lasciando in mano sovietica solo le teste di ponte della Baia di Bulganak e di Kamysh Burun, oltre ad alcune isolate sacche di resistenza nell'interno.

### Gli sbarchi a Feodosia (29 dicembre - 2 gennaio)
Feodosia, una media cittadina con una popolazione di 28 000 abitanti, era solo leggermente difesa da due battaglioni di artiglieria costiera e da un'unità di 800 genieri da combattimento agli ordini del tenente colonnello Hans von Ahlfen, in fase di riorganizzazione in vista di essere inviati a Sebastopoli; l'artiglieria aveva un totale di 17 obici da 150 mm e quattro da 100 mm, residuati bellici della prima guerra mondiale oppure armi di preda bellica cecoslovacca, mentre i genieri avevano solo armi leggere. Una catena chiudeva l'accesso al porto, ma per negligenza era stata lasciata aperta. Il 3º Reggimento cavalleria motorizzata romeno era acquartierato nelle vicinanze della città, mentre altre due brigate rumene erano a mezzavia sulla strada per Kerč' dirette a contrastare gli sbarchi sovietici in quella località.

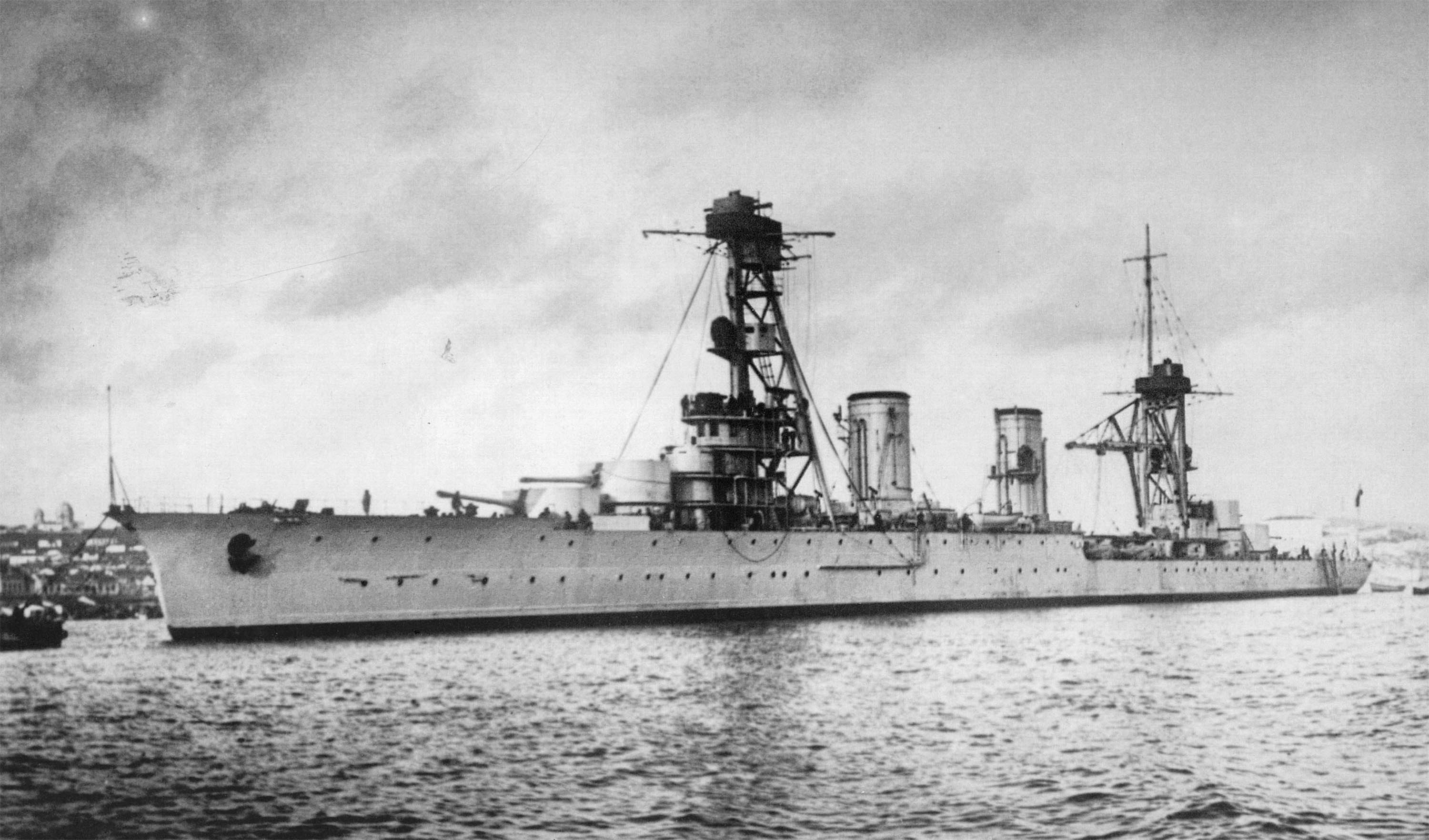
L'incrociatore sovietico Krasnyj Kavkaz, protagonista degli sbarchi a Feodosia

Le forze da sbarco della 44ª Armata sovietica lasciarono Novorossijsk alle 13:00 del 28 dicembre, accompagnate da una flotta d'appoggio forte di due incrociatori leggeri, otto cacciatorpediniere, 14 navi da trasporto e dozzine di imbarcazioni più piccole. Alle 17:30 l'unità d'avanguardia, con l'incrociatore Krasnyj Kavkaz, i cacciatorpediniere classe Fidonisi Shaumyan, Zhelezniakov e Nyezamozhnik e varie unità leggere, arrivò davanti al porto in condizioni meteo relativamente favorevoli, anche se le truppe sovietiche a bordo soffrirono molto per via delle basse temperature. Alle 03:50 del 29 dicembre i cacciatorpediniere Shaumyan e Zhelezniakov aprirono il fuoco contro le postazioni tedesche a Feodosia per 13 minuti, mentre quattro cacciasommergibili classe MO sbarcavano 60 fanti di marina nei pressi del faro e dei moli del porto; l'artiglieria tedesca rispose al fuoco ma senza causare gravi danni, e alle 04:26 il cacciatorpediniere Shaumyan riuscì a sbarcare una compagnia di fanti di marina direttamente all'interno del porto nonostante avesse incassato alcuni colpi di cannone. I cacciatorpediniere Zhelezniakov e Nyezamozhnik sbarcarono ulteriori truppe poco dopo.
Alle 05:00 l'incrociatore Krasnyj Kavkaz iniziò a sbarcare 1 853 soldati del 633º Reggimento fucilieri al molo di Feodosia; i tedeschi concentrarono il fuoco sull'incrociatore, colpendolo 17 volte e appiccando l'incendio a una delle sue torri d'artiglieria: il Krasnyj Kavkaz rispose al fuoco con i suoi pezzi da 180 mm, completò lo sbarco dei reparti in tre ore e si allontanò quindi al largo. I bombardieri della Luftwaffe intervennero nello scontro colando a picco un dragamine e un pattugliatore, ma fallirono nell'ostacolare il principale sbarco sovietico nella zona. Per le 07:30 il porto di Feodosia era completamente in mano ai sovietici e iniziò quindi lo sbarco di veicoli e artiglieria; seguirono scontri nelle vie della città che fu infine completamente occupata per le 10:00. Nel corso di un'operazione seguita con rapidità, i sovietici sbarcarono a Feodosia 4 500 uomini durante la mattinata del 29 dicembre, ed entro al fine del giorno parti di tre divisioni erano scese a terra.
Sponeck ordinò immediatamente all'8ª Brigata cavalleria e alla 4ª Brigata da montagna rumene di allestire un cordone difensivo intorno a Feodosia; il generale chiese al suo superiore, il comandante della 11ª Armata generale Erich von Manstein, il permesso di ritirare da Kerč' la 46ª Divisione onde impedire un suo accerchiamento, ma Manstein rifiutò promettendo l'arrivo di rinforzi con cui annientare la testa di ponte sovietica: un gruppo da combattimento della 73ª Divisione fanteria e l'intera 170ª Divisione fanteria, richiamate da Sebastopoli. Sponeck tuttavia disobbedì all'ordine, interruppe i contatti con il quartier generale dell'11ª Armata e alle 08:30 del 29 dicembre ordinò alla 46ª Divisione di ritirarsi da Kerč'.
La 46ª Divisione si ritirò di 120 chilometri verso ovest tra il 30 e il 31 dicembre, protetta da una tempesta di neve. Uscendo da Feodosia, la 63ª Divisione da montagna sovietica aveva stabilito un posto di blocco sulla strada principale per Kerč' la mattina del 31 dicembre, e dopo un breve scontro la 46ª Divisione deviò su una strada secondaria sfruttando il varco di 10 chilometri tra le postazioni sovietiche e la costa del Mar d'Azov; la 46ª Divisione evitò quindi l'accerchiamento subendo solo moderate perdite di equipaggiamento e leggere perdite umane, stabilendo una nuova postazione difensiva a est di Islam Terek. Quello stesso 31 dicembre 250 paracadutisti sovietici si erano lanciati da bombardieri TB-3 per chiudere il varco tra le forze a Feodosia e la costa del Mar d'Azov, ma il lancio fu alquanto disperso e non portò a risultati decisivi; ad ogni modo, l'aviosbarco causò non poche preoccupazioni al quartier generale del XXXXII Corpo tedesco, che non si rese subito conto della portata ridotta dell'azione. A causa della ritirata da Kerč', il generale Sponeck fu destituito dal comando il 29 dicembre e condannato al carcere da una corte marziale per insubordinazione, venendo sostituito alla guida del XXXXII Corpo dal generale Franz Mattenklott, già comandante della 72ª Divisione fanteria. La 302ª Divisione da montagna lasciò la testa di ponte di Kamysh Burun ed entrò nell'abbandonata Kerč' il 31 dicembre; entro il 1º gennaio 1942 la 51ª Armata aveva portato a terra quattro divisioni fucilieri e liberato l'intera porzione orientale della penisola.
Il XXXXII Corpo tedesco si attestò saldamente su una linea difensiva 20 chilometri a ovest di Feodosia, grazie all'arrivo del "Gruppo Hitzfeld" (dal nome del suo comandante, generale Otto Hitzfeld) della 73ª Divisione fanteria. La 236ª Divisione fucilieri sovietica lanciò un attacco contro le linee della 4ª Brigata da montagna romena il 29 dicembre, guadagnando 10 chilometri di terreno in tre giorni di scontri ma fallendo tanto nell'impedire la ritirata della 46ª Divisione tedesca quanto nel fare breccia nella linea dell'Asse, lasciandosi sfuggire un'occasione preziosa per mettere in seria difficoltà l'11ª Armata di Manstein. Per il 1º gennaio la 44ª Armata aveva 23 000 uomini di tre divisioni fucilieri a terra a Feodosia, ma non riuscì a organizzare un'efficace offensiva contro le postazioni nemiche: un attacco sferrato contro Islam Terek venne respinto dall'intervento di un distaccamento di cacciacarri tedesco che mise fuori combattimento 16 carri T-26, e per il 2 gennaio 1942 la 44ª Armata si era ormai attestata su posizioni statiche.
Gli sbarchi sovietici a Kerč' e Feodosia portarono al blocco degli attacchi tedeschi in corso a Sebastopoli e fecero riguadagnare l'iniziativa all'Armata Rossa, ma furono portati a termine al prezzo di forti perdite: tra il 26 dicembre 1941 e il 2 gennaio 1942 i sovietici persero nella penisola di Kerč' un totale di 41 935 uomini, di cui 32 453 morti o catturati e 9 482 feriti o ammalati.

### Il contrattacco tedesco (15-20 gennaio)

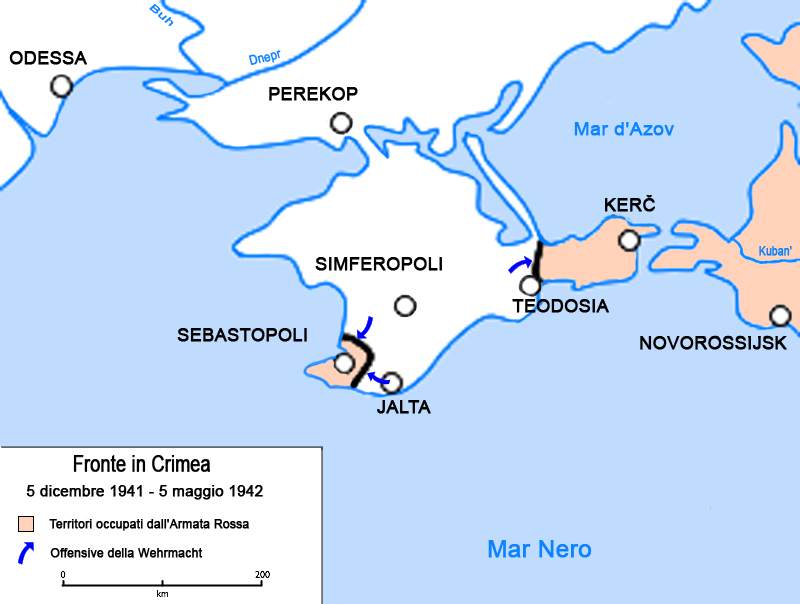
La situazione in Crimea tra il dicembre 1941 e il maggio 1942: in bianco il territorio controllato dai tedeschi, in rosso quello tenuto dai sovietici

La 51ª Armata mosse con estrema lentezza da Kerč', raggiungendo l'istmo di Parpach (dove la penisola di Kerč' si congiungeva al resto della Crimea) il 5 gennaio ma schierando solo due divisioni fucilieri nei suoi elementi avanzati il 12 gennaio; ciò non portò ad alcuna azione offensiva nei confronti della 46ª Divisione tedesca, fatta eccezione per alcune schermaglie di poco conto. La risposta dell'Asse agli sbarchi sovietici fu molto più rapida: il XXXXII Corpo di Mattenklott ricevette in rinforzo la 170ª e la 132ª Divisione fanteria tedesca, due battaglioni della 72ª Divisione, una sezione di cannoni d'assalto StuG III e la 18ª Divisione fanteria romena; Manstein richiamò inoltre dall'assedio di Sebastopoli l'intero XXX Corpo d'armata del generale Maximilian Fretter-Pico, forte di quattro divisioni, che fu messo in linea per il 13 gennaio in vista di un'offensiva in direzione di Feodosia. La Luftwaffe esaudì le richieste di Manstein per ulteriori rinforzi aerei, e un apposito comando operativo per la Crimea venne costituito sotto la direzione del generale Robert Ritter von Greim per coordinare le operazioni aeronautiche nella penisola.
Kozlov e l'alto comando del Fronte Transcaucasico non si resero conto del fatto che l'Asse era ora abbastanza forte da lanciare un deciso contrattacco, e nessun ordine venne dato alle due armate nella penisola di trincerarsi a difesa. All'opposto, i sovietici continuarono con le operazioni offensive: il 15 gennaio il cacciatorpediniere Sposobnyi sbarcò un contingente di 226 soldati a sud-est di Feodosia, una mossa diversiva per sviare l'attenzione tedesca da un'azione di maggiori proporzioni prevista per l'indomani. Il 16 gennaio l'intero 226º Reggimento fucilieri sovietico venne sbarcato a Sudak alle spalle delle linee tedesche: grazie al supporto di fuoco della nave da battaglia Parižskaja Kommuna, dell'incrociatore Krasnyj Krym e di quattro cacciatorpediniere, i sovietici dispersero rapidamente la guarnigione romena della cittadina per poi trincerarsi sul terreno conquistato. Manstein decise inizialmente di non farsi distrarre dalla controffensiva verso Kerč' e inviò solo una forza leggera per tenere occupati i sovietici. Due battaglioni rumeni lanciarono un contrattacco per riconquistare Sudak ma furono respinti, e i tedeschi impiegarono quindi l'artiglieria e le forze aeree per logorare i reparti sovietici mentre il XXX Corpo organizzava un contrattacco in forze. Kozlov fece sbarcare ulteriori truppe a Sudak tra il 24 e il 26 gennaio portando il totale a più di 4 200 uomini, ma la controffensiva tedesca travolse le linee sovietiche e per il 28 gennaio Sudak era stata riconquistata; più di 2 000 soldati sovietici rimasero uccisi, altri 876 furono presi prigionieri e in gran parte giustiziati dopo la cattura, mentre il resto si disperse sulle colline vicine unendosi alle bande partigiane che le infestavano. Fretter-Pico dovette distaccare un battaglione di Vânători de munte rumeni per rastrellare le retrovie dai dispersi sovietici, un'operazione che continuò per i successivi cinque mesi fino a giugno.

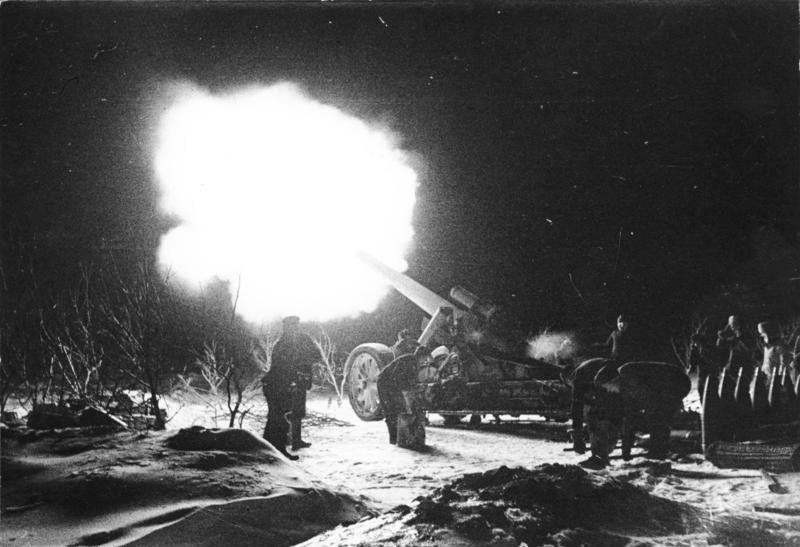
Artiglieria tedesca in azione in Crimea

La mattina del 15 gennaio la grande controffensiva tedesca verso Feodosia si aprì con un massiccio attacco di artiglieria e di bombardieri Stuka ed He-111 contro la principale linea di resistenza sovietica posta sulle colline a 15 chilometri dalla città; il quartier generale della 44ª Armata venne centrato in pieno dai bombardieri e il suo comandante venne ferito, lasciando nel caos il comando dell'armata. Il 213º Reggimento fanteria tedesco guidò il primo attacco con il supporto di due battaglioni della 46ª Divisione e di tre StuG III, ottenendo una completa sorpresa e avanzando in profondità; entro il pomeriggio i tedeschi avevano respinto la 236ª Divisione fucilieri sovietica e si erano impossessati delle colline dominanti a occidente di Feodosia, mentre a nord attacchi diversivi della 46ª Divisione e dell'8ª Brigata cavalleria romena contro il fronte della 51ª Armata finirono per attirare le riserve sovietiche in un settore irrilevante
Il 16 gennaio Fretter-Pico continuò l'azione inviando altri battaglioni in appoggio al 213º Reggimento fanteria; la 63ª Divisione da montagna e la 236ª Divisione fucilieri sovietiche persero nuovamente terreno e furono respinte verso un settore isolato in prossimità della costa. Nel pomeriggio la 132ª Divisione tedesca sferrò un attacco in direzione di Feodosia, mentre la Luftwaffe bombardava con impunità le linee sovietiche; un contrattacco sferrato da un battaglione sovietico nei pressi della stazione di Vladislavovka a nord di Feodosia fu sanguinosamente respinto dagli StuG III tedeschi, che misero fuori combattimento 16 carri T-26. All'alba del 17 gennaio i combattimenti infuriarono all'interno della stessa Feodosia, che cadde in mano tedesca quella sera; i continui attacchi aerei della Luftwaffe impedirono un'evacuazione via mare della 236ª Divisione fucilieri sovietica, intrappolata nella città, che finì completamente annientata: 5 300 prigionieri sovietici caddero in mano ai tedeschi, mentre il comandante della divisione, fuggito, fu processato da un tribunale militare e giustiziato tre settimane più tardi. Le perdite per il XXX Corpo tedesco ammontarono a 995, di cui 234 morti o dispersi.
Il XXX Corpo intensificò gli attacchi contro le restanti due divisioni della 44ª Armata sovietica, progressivamente respinte verso est lungo la costa del Mar Nero; per il 20 gennaio i tedeschi avevano raggiunto l'istmo di Parpach, dove entrambe le parti si attestarono sfruttando la ridotta lunghezza del fronte da difendere: i sovietici erano nel completo caos, troppo scossi dalla rapida controffensiva di Manstein e flagellati dagli attacchi della Luftwaffe per poter pensare di sferrare una massiccia controffensiva, mentre i tedeschi difettavano di sufficienti unità corazzate per poter sfruttare fino in fondo il loro successo.

### La prima offensiva sovietica (27 febbraio - 3 marzo)

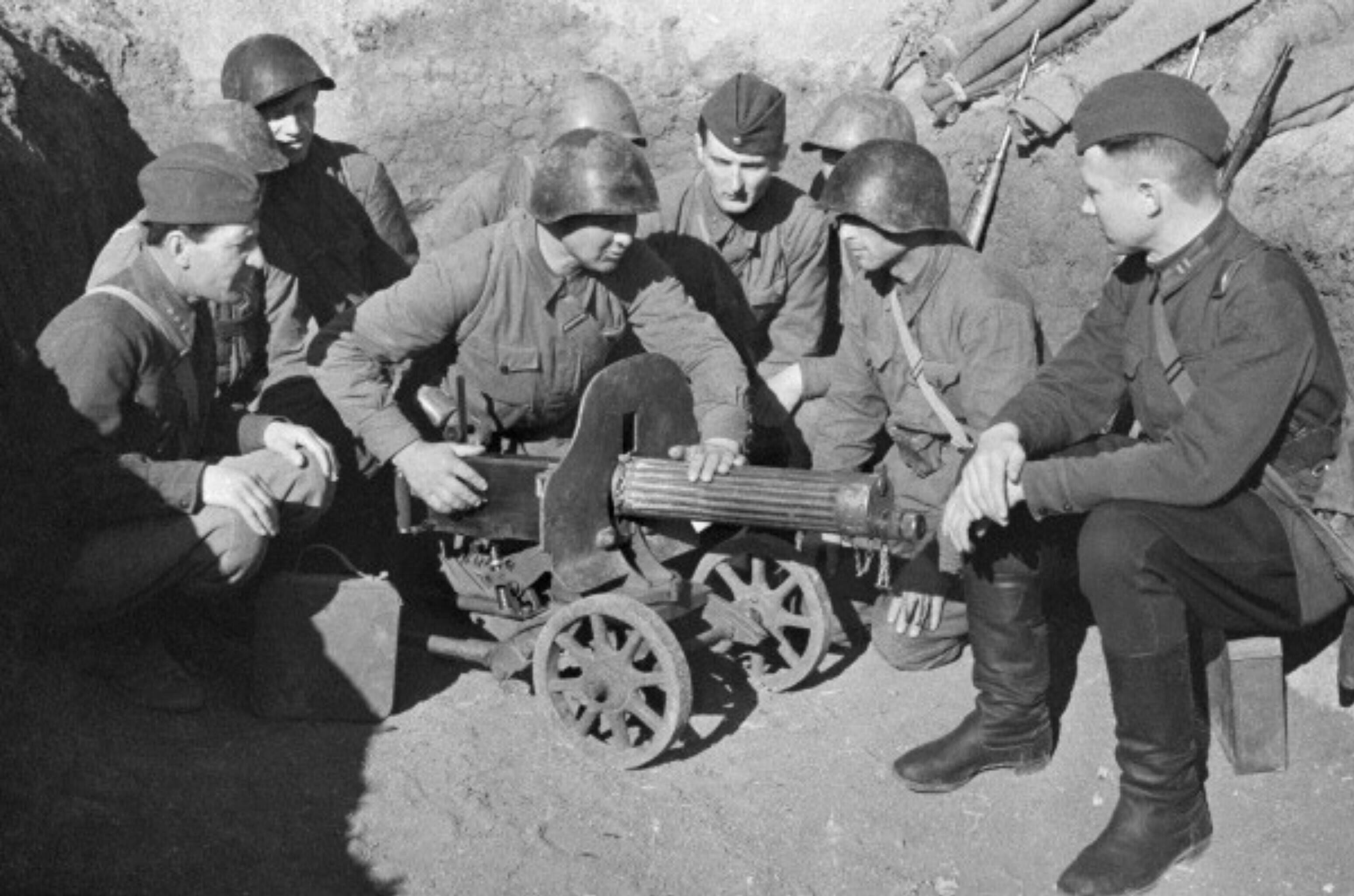
Un gruppo di soldati del Fronte della Crimea sovietico; l'arma al centro è una mitragliatrice PM M1910

Dopo la perdita di Feodosia, lo Stavka decise di rinforzare le posizioni del Fronte Transcaucasico con nove divisioni di fucilieri. I genieri sovietici scavarono una strada attraverso lo stretto di Kerč' ghiacciato per l'inverno, e più di 96 000 uomini, 23 000 cavalli e 6 500 veicoli a motore rinforzarono le truppe schierate nella penisola; con l'arrivo dell'interna 47ª Armata, il 28 gennaio lo Stavka decise di creare un nuovo fronte, il Fronte della Crimea, agli ordini dello stesso Kozlov: il generale aveva solo scarsa esperienza di comando di formazioni più grandi di un reggimento e il suo stato maggiore era altrettanto inetto, una situazione aggravata dall'arrivo, a fine gennaio, al quartier generale del Fronte della Crimea dell'inviato dello Stavka Lev Zacharovič Mechlis, il quale iniziò a intromettersi nella pianificazione delle operazioni. Mechlis condivideva il desiderio di Stalin di liberare la Crimea con una grande offensiva a metà febbraio, ma le pessime condizioni della rete stradale e gli attacchi della Luftwaffe alle navi sovietiche complicarono notevolmente la situazione logistica del Fronte della Crimea; solo il 27 febbraio Kozlov poté schierare al fronte nove divisioni di fucilieri appoggiate da numerose brigate corazzate forti anche di mezzi pesanti come i T-34 e i KV-1, dando così inizio all'offensiva sovietica.
Nel settore nord il XXXXII Corpo tedesco (con la 46ª e la 132ª Divisione fanteria tedesche, la 18ª Divisione fanteria romena e il "Gruppo Hitzfeld") fronteggiava la 51ª Armata sovietica attraverso una piatta pianura ampia 80 km² e punteggiata solo da alcuni villaggi, in parte fortificati dagli stessi tedeschi. La 51ª Armata sferrò il suo attacco alle 06:30 del 27 febbraio preceduta da un fuoco di sbarramento di 230 cannoni, in maggioranza pezzi leggeri da 76 mm con solo 30 dei più efficaci cannoni pesanti da 122 mm: le postazioni fortificate tedesche ressero in gran parte al bombardamento, mentre i pesanti carri KV-1 che accompagnavano la fanteria finirono con l'impantanarsi nel terreno melmoso. Il villaggio di Tulumčak fu conquistato da un'ondata di fanteria sovietica e di carri leggeri T-26, mentre un reggimento della 18ª Divisione romena, schierata in un esposto saliente nella parte nord del fronte, fu messo completamente in rotta; l'aviazione sovietica appoggiò massicciamente l'attacco con un centinaio di sortite, mentre la Luftwaffe compì solo tre sortite nella zona. Dopo una penetrazione di cinque chilometri, l'attacco sovietico venne arrestato dall'artiglieria, dalle armi anticarro e dalle mitragliatrici del "Gruppo Hitzfeld"; lo strategico villaggio di Korpech' rimase in mano tedesca e sottopose le colonne sovietiche all'attacco a un pesante fuoco di mortai e mitragliatrici.

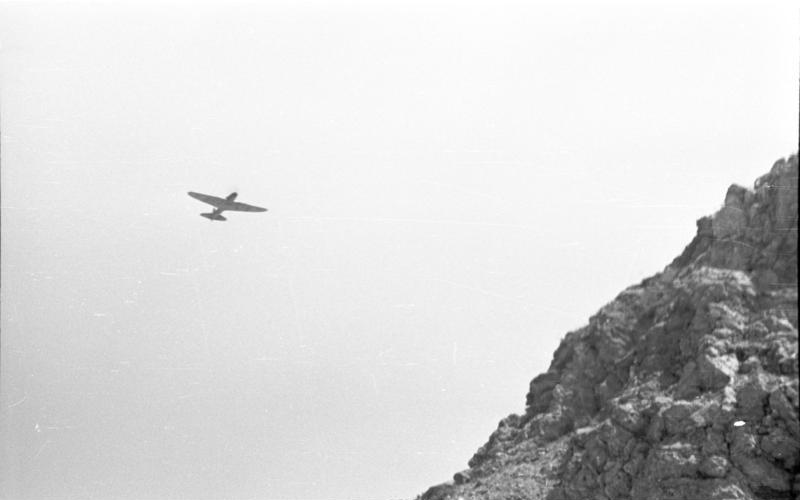
Un aereo d'attacco al suolo Ilyushin Il-2 Šturmovik sovietico sorvola le postazioni tedesche in Crimea nel 1942

Il 28 gennaio il "Gruppo Hitzfeld" contrattaccò riconquistando parte del terreno perduto, anche se i rumeni subirono un nuovo rovescio quando furono attaccati dalla 77ª Divisione da montagna sovietica appena gettata nella mischia da Kozlov: la divisione catturò il piccolo villaggio di Kiet, minacciando di aggirare il fianco dell'11ª Armata tedesca, ma il "Gruppo Hitzfeld" contrattaccò e riprese il villaggio quella sera. I sovietici rinnovarono i loro attacchi contro la 18ª Divisione romena il 1º marzo, ma l'arrivo della 170ª Divisione tedesca fermò ulteriori progressi; alcuni deboli attacchi della 44ª Armata nella zona sud del fronte non erano riusciti a bloccare lo spostamento delle riserve tedesche verso nord, come pure dei bombardamenti dal mare di Jalta e Feodosia e un tentativo di sbarco ad Alušta tentato il 1º marzo ma abortito quasi subito.
Il 2 marzo Kozlov sferrò un grande attacco contro il villaggio di Koi-Asan, punto di giunzione tra il XXXXII Corpo tedesco a nord e il XXX Corpo a sud. Due divisioni fucilieri, appoggiate da tre brigate e un battaglione carri, attaccarono il villaggio tenuto da due reggimenti tedeschi: gli ostacoli anticarro e l'artiglieria tedesca smorzarono l'impeto dell'attacco, mentre le masse di truppe sovietiche furono oggetto di 40 sortite da parte degli Stuka della Luftwaffe; i sovietici stessi ammisero la perdita di 93 carri nel corso di un solo giorno. Per il 3 marzo Kozlov aveva fermato ogni ulteriore attacco: al prezzo di pesanti perdite di uomini e carri, tra cui 28 KV-1, i sovietici avevano occupato solo un esposto saliente, presidiabile solo da forze leggere a causa della carenza di copertura.

### La seconda, terza e quarta offensiva sovietica (13 marzo - 11 aprile)
Mentre Kozlov e Mechlis si rinfacciavano la responsabilità dell'insuccesso, Stalin ordinò che una seconda offensiva fosse sferrata nel giro di dieci giorni; la 51ª Armata avrebbe lanciato un massiccio attacco su Koi-Asan, mentre la 44ª Armata avrebbe condotto delle convincenti manovre diversive lungo la costa meridionale. Kozlov aveva a disposizione 224 carri, ma su insistenza di Mechlis questa considerevole forza fu diluita e dispersa in piccoli gruppi per appoggiare la fanteria invece di essere ammassata per un'azione di sfondamento; entro marzo la forza aerea del Fronte della Crimea era stata portata a 581 velivoli, anche se in gran parte costituiti da apparecchi obsoleti. A insaputa dei sovietici i tedeschi avevano rinforzato la posizione di Koi-Asan seppellendo davanti al villaggio più di 2 000 mine Teller e concentrando nella zona i loro cannoni d'assalto Stug III e i veicoli cacciacarri.
Alle 09:00 del 13 marzo i sovietici attaccarono Koi-Asan con tre divisioni fucilieri appoggiate dai carri. L'azione naufragò ben presto a causa del terreno paludoso e del pesante fuoco difensivo tedesco: lo StuG III del tenente Johann Spielmann mise fuori combattimento da solo 14 carri T-34 durante il primo giorno dell'offensiva, mentre lo StuG III del tenente Fritz Schrödel distrusse otto carri sovietici tra cui due KV-1; le perdite di mezzi corazzati sovietici furono pesanti, con 157 carri messi fuori combattimento nell'arco di tre giorni. Gli attacchi sovietici a Koi-Asan non portarono a niente, ma il 24 marzo il villaggio di Korpech' fu conquistato dall'Armata Rossa al prezzo di pesanti perdite umane; la possibilità di sfruttare questo successo svanì in fretta quando il Fronte della Crimea si ritrovò a corto di munizioni d'artiglieria, e l'offensiva si arrestò.

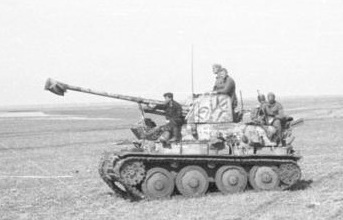
Un cacciacarri Marder III tedesco in azione in Crimea nel 1942

Manstein inviò alla riconquista di Korpech' la 22ª Divisione corazzata; appena arrivata al fronte, la divisione non disponeva ancora di diversi dei suoi elementi di supporto ed era equipaggiata principalmente con vecchi carri leggeri Panzer 38(t) di produzione ceca. La divisione attaccò alle 06:00 del 25 marzo attraverso una fitta nebbia, solo per incappare in una massiccia formazione corazzata sovietica in fase di ammassamento in vista di un nuovo assalto: la 55ª Brigata corazzata sovietica bloccò la strada per Korpech' con un battaglione di carri T-26 e quattro KV-1, e il 204º Reggimento corazzato tedesco perse il 40% dei suoi carri dopo essere incappato in una concentrazione di pezzi anticarro nemici. Dopo tre ore l'attacco fu annullato: nell'inutile azione la 22ª Divisione corazzata perse 32 dei suoi 142 carri armati, tra cui 17 Panzer (38)t, nove Panzer II e sei Panzer IV. Manstein fu criticato per l'uso avventato di una divisione ancora inesperta, ma il suo attacco riuscì comunque a seminare confusione nei preparativi sovietici per un nuovo assalto.
Kozlov sferrò una terza offensiva il 26 marzo, ancora una volta contro la posizione di Koi-Asan: l'attacco fu sospeso già il primo giorno dopo pesanti perdite umane per i reparti sovietici. Una quarta offensiva fu lanciata il 9 aprile, questa volta cercando di concentrare i reparti corazzati per un'azione di massa; Manstein aveva però ricevuto in rinforzo la 28ª Divisione Jäger equipaggiata con i nuovi pezzi anticarro 2,8 cm sPzB 41, che si dimostrarono subito molto efficaci. I sovietici impiegarono nell'attacco tra sei e otto divisioni fucilieri appoggiate da 160 carri, ma dopo tre giorni di pesanti scontri Kozlov dovette ancora una volta annullare l'offensiva. I ripetuti attacchi avevano portato a un massiccio spostamento di truppe in favore della 51ª Armata nel settore nord del fronte, lasciando la 44ª Armata a sud gravemente indebolita e la 47ª Armata nelle retrovie con solo poche unità assegnate.

### Operazione Trappenjagd (8-19 maggio)
Dopo il fallimento dell'ultima offensiva sovietica, le due parti passarono diverse settimane a riorganizzarsi e rafforzarsi in vista della ripresa delle operazioni con la stagione estiva. I tedeschi avevano in programma una vasta offensiva da lanciarsi nella Russia meridionale a fine giugno (operazione Blu), e come mossa preliminare a ciò puntavano a espugnare la piazzaforte di Sebastopoli che ancora resisteva all'assedio delle forze dell'Asse; ma ogni mossa contro Sebastopoli non poteva prescindere dall'eliminazione delle armate sovietiche ammassate nella penisola di Kerč', che quindi andavano eliminate per prime.

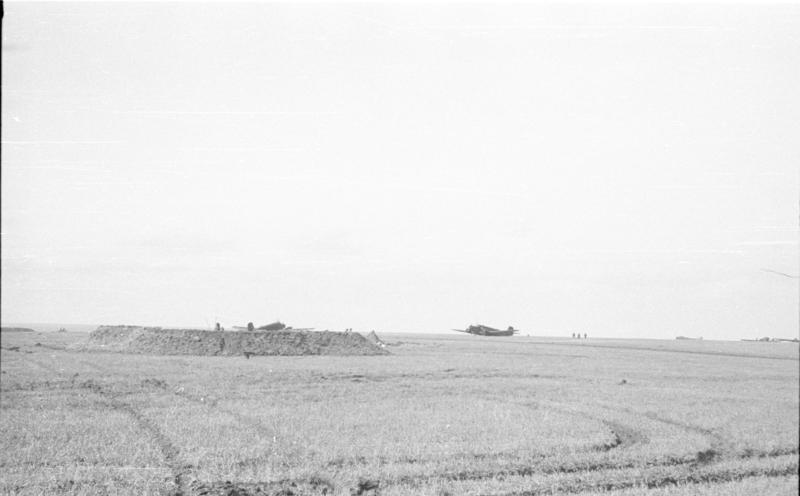
Un campo d'aviazione tedesco in Crimea nel maggio 1942

La Luftwaffe mantenne una pressione costante sulle forze sovietiche a Kerč', attaccando in particolare i collegamenti navali e le linee di rifornimento nemiche; per la fine di aprile i rifornimenti di cibo e altri materiali per le forze sovietiche erano fortemente ridotti, visto che tutto, perfino la legna da ardere, doveva essere importato da fuori via mare. Lo Stavka aveva consigliato Stalin di prendere in considerazione l'evacuazione della penisola, ma il dittatore rifiutò e ordinò anzi di progettare una nuova offensiva per liberare la Crimea; solo il 6 maggio Stalin cambiò idea e ordinò al Fronte della Crimea di assumere una postura difensiva ma solo dopo una nuova limitata offensiva per migliorare la situazione tattica delle forze sovietiche: invece di preparare le difese per fronteggiare l'imminente attacco tedesco, i sovietici si preparavano quindi a una nuova offensiva. In maggio il Fronte della Crimea schierava nella parte nord della penisola la 51ª Armata con otto divisioni di fucilieri e due brigate corazzate, mentre la 44ª Armata teneva la parte sud della linea con cinque divisioni di fucilieri e due brigate corazzate; la 47ª Armata era in riserva nelle retrovie con ai suoi ordini quattro divisioni di fucilieri e una di cavalleria. Le forze aeree assegnate al Fronte ammontavano a 404 apparecchi. Kozlov non si aspettava un attacco dei tedeschi, confidando nel favore della sua superiorità numerica di due contro uno rispetto al nemico e nel terreno paludoso che caratterizzava la parte sud del fronte; i sovietici scavarono un fossato anticarro per tutta la lunghezza dell'istmo di Parpach nonché tre linee di trincee, ma il grosso della fanteria venne schierato in prima linea con i carri e la cavalleria in riserva alle spalle. In definitiva, Kozlov non riuscì a organizzare una solida difesa in profondità.
Il piano tedesco puntava a sfondare il fronte sovietico con un attacco frontale nel settore meno presidiato, la parte sud tenuta dalla 44ª Armata, per poi piegare a nord e circondare la 51ª Armata contro le rive del Mar d'Azov; per fare ciò era necessario un forte supporto aereo, e l'intero VIII Corpo aereo del generale Wolfram von Richthofen, un'unità specializzata nel supporto ai reparti a terra, fu spostato in appoggio alle truppe di Manstein: all'inizio di maggio Richthofen aveva ai suoi ordini 800 aerei, dislocati in nuovi campi d'aviazione posti nelle vicinanze del fronte ed equipaggiati con la nuova bomba a grappolo SD-2 da due chilogrammi, una potente arma anti-fanteria. Incaricato dell'attacco alla 44ª Armata sovietica attraverso il terreno paludoso era il XXX Corpo di Fretter-Pico, con alle spalle la 22ª Divisione corazzata pronta a sfruttare qualunque varco ottenuto nella linea nemica. Per forzare le difese sovietiche furono organizzati speciali gruppi integrati di fanteria, cannoni d'assalto, genieri da combattimento, unità anticarro e antiaeree; Fretter-Pico ricevette in rinforzo 57 StuG III, tra cui 12 equipaggiati con il nuovo cannone 7,5 cm KwK 40, oltre a due batterie di potenti cannoni antiaerei/anticarro 8,8 cm FlaK. Solo una divisione tedesca e due divisioni rumene furono lasciate con il XXXXII Corpo a fronteggiare la 51ª Armata sovietica nel settore nord del fronte.

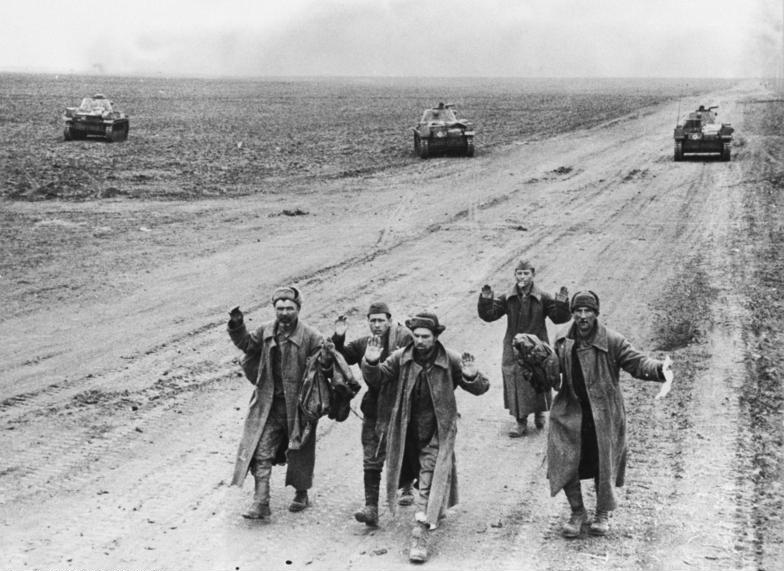
Fanti sovietici si consegnano prigionieri ai carri della 22ª Divisione corazzata tedesca in Crimea nel maggio 1942

L'attacco tedesco, nome in codice operazione Trappenjagd ("caccia all'ottarda"), iniziò alle 04:14 dell'8 maggio con una serie di attacchi aerei dell'VIII Corpo aereo ai campi d'aviazione e alle linee di comunicazione sovietiche. Nel giro di poche ore le incursioni degli Stuka tedeschi avevano messo fuori uso il sistema di comunicazioni della 44ª Armata e ferito mortalmente il comandante della 51ª Armata; i campi d'aviazione del Fronte della Crimea furono virtualmente distrutti e 57 aerei abbattuti nel solo primo giorno. L'artiglieria tedesca si unì al bombardamento con cannoni e lanciarazzi Nebelwerfer per una decina di minuti, prima che la fanteria partisse all'attacco: nel giro di tre ore anche la seconda linea difensiva della 44ª Armata era stata infranta, anche grazie all'intervento di un distaccamento d'assalto tedesco trasportato da imbarcazioni leggere che fu sbarcato alle spalle della linea nemica. La 56ª Brigata corazzata e il 126º Battaglione corazzato indipendente sovietico tentarono un contrattacco con l'impiego di 98 carri armati, tra cui sette KV-1 pesanti, contro le unità della 28ª Divisione Jäger: gli Stuka e i velivoli d'attacco al suolo Henschel Hs 129 intervennero in forza facendo fallire l'attacco e distruggendo 48 carri sovietici, tra cui tutti e sette i KV-1. Al termine del primo giorno, la 28ª Divisione Jäger e la 50ª e 132ª Divisione fanteria tedesche avevano sfondato il fronte sovietico: al prezzo di 104 morti e 284 feriti i tedeschi avevano fatto prigionieri 4 514 soldati sovietici. I genieri tedeschi si affrettarono quindi ad allestire ponti e passerelle sul fossato anticarro per preparare l'avanzata della 22ª Divisione corazzata.
Per il 9 maggio il fossato anticarro era stato superato e la 22ª Divisione corazzata poté lanciarsi verso nord per intrappolare la 51ª Armata sovietica, manovra portata a termine per la metà del 10 maggio; confusi contrattacchi sovietici lanciati presso Arma-Eli furono facilmente respinti dal supporto aereo e dai gruppi congiunti di fanteria e mezzi corazzati tedeschi. La Luftwaffe aveva ormai una piena superiorità aerea sulla penisola: il 9 maggio gli aerei di Richtofen portarono a termine 1 700 sortite rivendicando l'abbattimento di 52 velivoli sovietici contro la perdita di solo 2 aerei tedeschi, mentre la mattina dopo ciò che rimaneva delle forze corazzate sovietiche venne annientato nel corso di una serie di incursioni aeree del VIII Corpo. L'organizzazione e il morale dei reparti sovietici collassarono e una grande fuga verso le retrovie ebbe inizio; dopo che le otto divisioni della 51ª Armata, accerchiate e senza possibilità di scampo, ebbero capitolato l'11 maggio, il XXX Corpo organizzò un gruppo motorizzato ad hoc, la Brigata Groddeck, per lanciarlo all'inseguimento del nemico: la brigata raggiunse il campo d'aviazione di Marfovka, otto miglia a ovest di Kerč', nel pomeriggio dell'11 maggio dove distrusse al suolo 35 aerei sovietici.
Ormai senza contrasto, il 12 maggio l'VIII Corpo aereo si accanì contro le colonne sovietiche in ritirata e gli ultimi nidi di resistenza. Gli aerei tedeschi si accanirono contro il porto di Kerč' e sulla città piovvero 1 780 tonnellate di bombe che la ridussero a un rogo; le navi in partenza dalla città non furono da meno martellate, e nel corso di varie incursioni furono affondate tre navi da trasporto cariche di 900 feriti, una cannoniera, sei pattugliatori e svariate imbarcazioni più piccole. Kerč' cadde il 15 maggio, lasciando in mano ai tedeschi 29 000 prigionieri, 220 cannoni e circa 170 carri armati; le ultime sacche di resistenza sovietiche a sud della città furono infine distrutte dalle incursioni aeree per il 20 maggio seguente.

## Conseguenze
In capo a una decina di giorni, Manstein aveva inflitto una pesante sconfitta all'Armata Rossa, distruggendo tre armate sovietiche, annientando nove divisioni e riducendone altre nove ai minimi termini. Anche se al termine delle operazioni l'11ª Armata tedesca dovette cedere diverse unità della Luftwaffe e l'interna 22ª Divisione corazzata per le esigenze dell'imminente operazione Blu, Manstein era ora in grado di concentrarsi unicamente sul portare a termine l'assedio di Sebastopoli; dopo pesanti scontri, la piazzaforte capitolò quindi in mano ai tedeschi il 4 luglio 1942. La penisola di Kerč' fu poi usata come trampolino dall'11ª Armata tedesca per lanciare un'invasione anfibia della penisola di Taman' in settembre (operazione Blücher), durante i più vasti eventi della battaglia del Caucaso.
Nel corso dell'operazione Trappenjagd Manstein portò a termine una efficace offensiva ad armi combinate, concentrando una forza mobile corazzata come pure la potenza di fuoco aerea e d'artiglieria per annichilire una forza nemica grande il doppio della sua; i sovietici fallirono pesantemente nel predisporre una difesa in profondità, con i tedeschi che furono in grado di perforare le linee nemiche già nel primo giorno di battaglia.
Appena 37 000 soldati sovietici, di cui un 20% feriti, venne evacuato con successo dalla penisola di Kerč' nel corso del maggio 1942; circa 162 000 uomini furono invece lasciati indietro, morti o presi prigionieri. I morti tra le file sovietiche furono stimati in 28 000 mentre i prigionieri di guerra ammontarono tra 147 000 e 170 000, per quanto tra di loro vi fossero anche parecchi civili; le perdite materiali ammontarono a 258 carri armati e 1 133 pezzi d'artiglieria. Le perdite tedesche riportate nel corso dell'operazione Trappenjagd ammontarono a 7 588 uomini, tra cui 1 703 morti o dispersi, nove pezzi d'artiglieria, tre cannoni d'assalto e tra 8 e 12 carri armati. Il VIII Corpo aereo tedesco lamentò la perdita di 37 velivoli negli scontri di maggio, mentre le forze aeree del Fronte della Crimea dovettero registrare la distruzione di 417 apparecchi.